# 이탈리아 외교협력부
이탈리아 외교협력부(이탈리아어: Ministero degli affari esteri e della cooperazione internazionale 또는 MAECI)는 이탈리아의 외교 정책을 담당하는 중앙행정기관이다.

## 역사
이탈리아 외교협력부의 모태는 사르데냐 왕국의 대외 관계 부이며, 이 기관은 1848년에 설립되었다. 이탈리아의 외교 정책을 총괄하는 기관이다. 이탈리아의 국가 이익을 수호하며, 이탈리아의 정치적, 경제적, 사회적, 그리고 문화적 관계를 타 국가와 국제기구들과 유지 및 관리한다. 카라비니에리 부대의 일부가 외교협력부 소속으로 근무 중이며, 본부 및 재외 공관의 경호와 보안을 책임지고 있다.

## 장관
이탈리아 외교협력부 장관은 부총리를 겸한다.